# Sport in 1968
Dit artikel is een samenvatting van de belangrijkste sportfeiten uit het jaar 1968.

## Dammen
- Van 1 t/m 28 januari werd in Tbilisi een WK-match  gespeeld en gewonnen door Iser Koeperman die zijn uitdager Andris Andreiko met 22-18 versloeg.

- Het Nederlands kampioenschap werd van 18 mei t/m 8 juni in Utrecht en Apeldoorn gespeeld en gewonnen door Pieter Bergsma die met 16 uit 11 nummer 2 Geert van Dijk 2 punten voorbleef.

- Van 11 t/m 25 juni werd in Bolzano een WK-toernooi gespeeld en met 25 uit 15 gewonnen door Andris Andreiko voor achtereenvolgens Iser Koeperman, Vjatsjeslav Sjtsjogoljev, Ton Sijbrands en Harm Wiersma.

- Het Europees kampioenschap werd van 11 t/m 19 september gespeeld in Livorno en met 24 uit 12 gewonnen door Ton Sijbrands met als nummers 2 en  3 zijn landgenoten Wim van der Sluis en Ferdi Okrogelnik.

1965 · 1966 · 1967 · 1968 · 1969 · 1970 · 1971 · 1972 ·1973 · 1974 · 1975 · 1976 · 1977 · 1978 · 1979 · 1980 · 1981 · 1982 · 1983 · 1984 · 1985 · 1986 · 1987 · 1988 · 1989 · 1990 · 1991 · 1992 · 1993 · 1994 · 1995 · 1996 · 1997 · 1998 · 1999 · 2000 · 2001 · 2002 · 2003 · 2004 · 2005 · 2006 · 2007 · 2008 · 2009 · 2010 · 2011 · 2012 · 2013 · 2014 · 2015 · 2016 · 2017 · 2018 · 2019 · 2020 · 2021 · 2022 · 2023 · 2024 · 2025